# Baszta Jeńców
Baszta Jeńców (zwana też Małą Prochową lub Kowalską) – baszta w Stargardzie. Baszta Jeńców, kolegiata Mariacka i pozostałe mury obronne rozporządzeniem Prezydenta RP z dnia 17 września 2010 została uznana za pomnik historii.
Została zbudowana na przełomie XV i XVI wieku w południowej części obwarowań przebiegających nad brzegiem Iny. Budowla ta zlokalizowana przy obecnej ul. Strażniczej, posiada kształt cylindra o wysokości 13 m, który opiera się na okrągłej, kamiennej podstawie, a jego konstrukcja dzieli się wewnątrz na cztery poziomy, a na każdym z nich znajdują się otwory strzelnicze. W przyziemiu baszty znajdowały się niegdyś arkady wspierające ganki. Umożliwiło to prowadzenie obstrzału przez otwory znajdujące się w murze, jednocześnie z kilku poziomów.
Podobna do baszty Jeńców – baszta Kowalska – została rozebrana w 1871 roku, stąd obecna nazwa baszty.
Nazwa baszty sugeruje, że jej pomieszczenia wykorzystywano do przetrzymywania jeńców.
W 2004 roku baszta została przekazana za pośrednictwem Towarzystwa Przyjaciół Stargardu Bractwu Rycerzy św. Jana. Od tego czasu przy współpracy z muzeum stargardzkim, Bractwo opiekuje się i restauruje tenże zabytek.